# SN 2005bl
SN 2005bl – supernowa typu Ia odkryta 22 kwietnia 2005 roku w galaktyce NGC 4070. Jej maksymalna jasność wynosiła 18,75m.